# Zygmunt Bartkiewicz
Zygmunt Bartkiewicz (ur. 21 października 1867 w Pabianicach, zm. 8 lub 10 czerwca 1944 w Brwinowie) – polski pisarz nowelista, dziennikarz i felietonista.

## Życiorys
Dziad Zygmunta – Aleksander Bartkiewicz – uczestnik powstania listopadowego, był burmistrzem Pabianic w latach 1838–1864. Ojciec, Stanisław, był znanym i cenionym lekarzem. W latach siedemdziesiątych XIX w., niedługo po narodzinach syna, wyjechał z żoną Adelą z Jurkowskich i małym Zygmuntem do Łodzi, gdzie praktykował do śmierci. Pochodził więc Zygmunt z rodziny szlacheckiej o tradycjach patriotycznych, wychowywał się już jednak w domu mieszczańsko-inteligenckim. Po dojściu do wieku szkolnego uczęszczał najpierw do gimnazjum łódzkiego, skąd został usunięty za używanie „cudzoziemskiego języka” (polskiego). Szkołę średnią ukończył w Warszawie, gdzie też kontynuował naukę jako słuchacz Szkoły Handlowej im. Leopolda Kronenberga w Warszawie. Potem studiował malarstwo w Monachium oraz w Paryżu. Już wówczas ujawnił talent literacki. Będąc w Paryżu, nadsyłał swoje reportaże i felietony, które były publikowane w petersburskim „Kraju”, „Kurierze Warszawskim” i krakowskiej „Ilustracji Polskiej”.
Po zakończeniu edukacji Bartkiewicz zdecydował się osiąść w Łodzi. Plany kariery w handlu próbował połączyć z pasjami literackimi i malarskimi, otwierając 3 grudnia 1895 r. pierwszy w mieście Salon Artystyczny (ul. Piotrkowska 63). Odbywały się tu wystawy twórców mniej i bardziej znanych, a pierwszą z nich była wystawa „dzieł sztuki czystej stosowanej”. Salon miał także swoją letnią filię w Parku Helenowskim.
Latem 1897 roku w warszawskim kościele Św. Krzyża odbył się ślub Bartkiewicza z Mieczysławą Trapszówną (znaną później jako Mieczysława Ćwiklińska). Małżeństwo przetrwało tylko czternaście miesięcy.
W czasie pobytu w Łodzi współpracował z gazetami „Rozwój” i „Goniec Łódzki”. W 1898 roku Bartkiewicz zadebiutował jako dziennikarz na łamach łódzkiego „Rozwoju”, a w roku 1907 ukazała się drukiem jego pierwsza książka Słabe serca, zbiór nowel o różnej tematyce. 
W początkach XX wieku pisarz zakupił w Brwinowie nieruchomość przy ul. Grodziskiej i pobudował tu około 1907 roku dworek, w którym osiadł. Wsi i przyrodzie poświęcił, utrzymane w stylu naturalizmu, opowiadania, m.in. Psie dusze (1910). Około roku 1919 Bartkiewicz ożenił się po raz drugi, z Eugenią z Glanców – malarką. Oboje przyjmowali w swej brwinowskiej „Zagrodzie” przyjaciół ze świata kultury i sztuki.

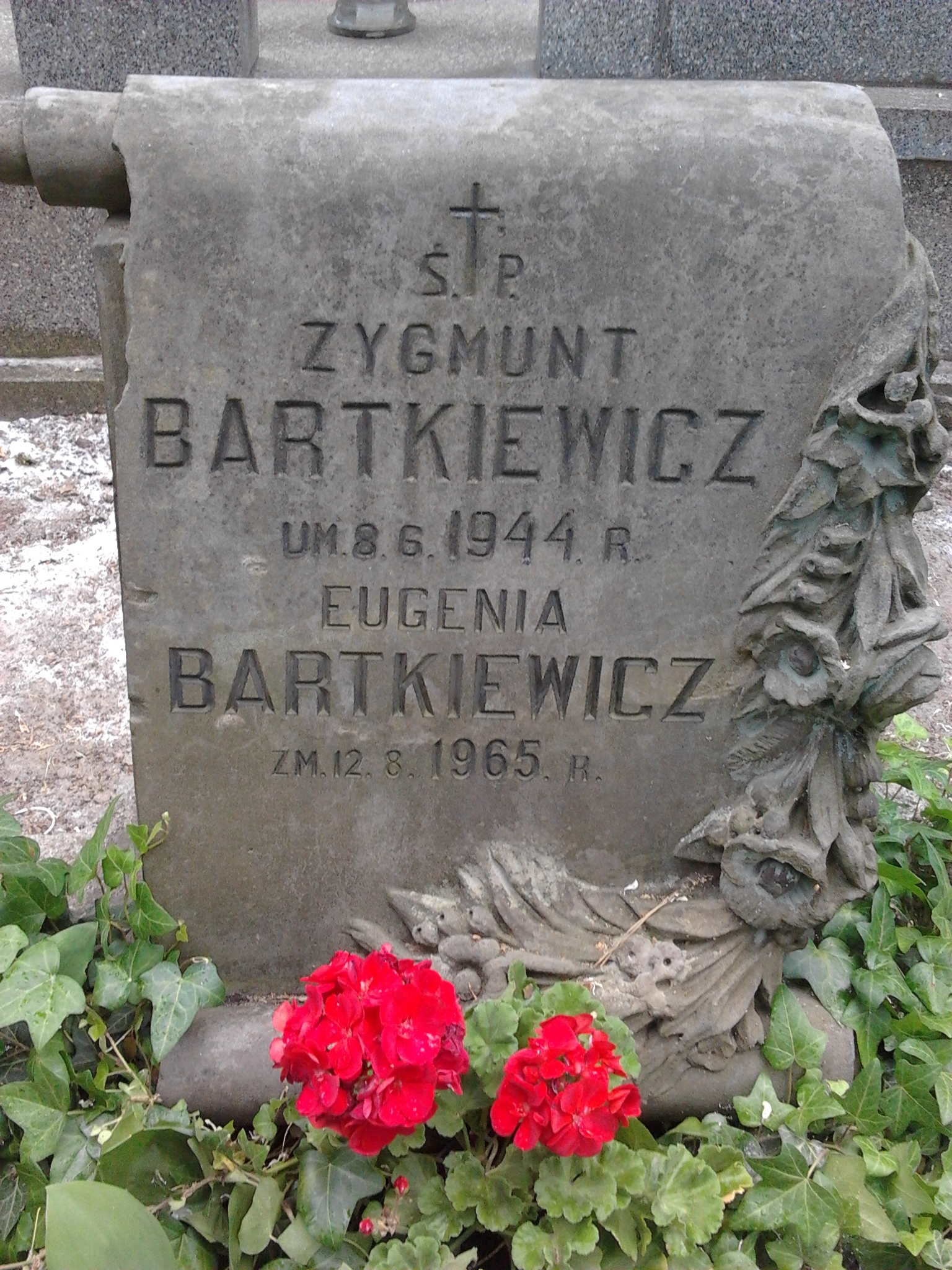
Nagrobek Zygmunta i Eugenii Bartkiewiczów

Pisarz zmarł na początku czerwca 1944 r. w Warszawie lub Brwinowie. Żona przeżyła go o 21 lat. Pochowani są na brwinowskim cmentarzu. Dworek Bartkiewicza, zwany „Zagrodą”, jest obecnie siedzibą Towarzystwa Przyjaciół Brwinowa i mieści muzeum przechowujące pamiątki po artyście.

## Twórczość
W pisarstwie ujawnił talent narracyjny i indywidualny styl, łączący naturalistyczną obserwację z elementami gawędy szlacheckiej. Mniej znany utwór Bartkiewicza, Historia jednego podwórza, został doceniony przez Stefana Żeromskiego w rozprawie Snobizm i postęp.
Najbardziej reprezentatywnym dziełem jego twórczości jest Historia jednego podwórza (1922), opowiadająca o upadku dawnych tradycji szlacheckich, symbolizowanych przez podupadający stary dwór. Również znanym dziełem jest Złe miasto (1911), które gdzie przedstawiono wydarzenia rewolucyjne w Łodzi, ukazując je jako walkę polskich robotników z kapitałem zagranicznym. Jest to też niezwykle sugestywny opis Łodzi wstrząsanej społecznymi wybuchami i bratobójczymi walkami podczas rewolucji 1905 roku. W tym samym roku ukazały się Obrazy z 1907 r., ukazujące nędzę i upodlenie dzielnic biedoty Łodzi i Warszawy. Sprawie rewolucji 1905 roku Bartkiewicz poświęcił też opowiadanie pt. Emigrant z 1905 roku. Pracując nad trybem życia dzikich zwierząt wszedł do klatki pantery w paryskim ogrodzie zoologicznym i zaatakowany przez zwierzę został poraniony. Inne jego utwory to m.in. nowela 63 (1903), która opisuje epizod z powstania styczniowego, 
Bartkiewicz wydał także zbiory nowel, takie jak Słabe serca (1907), Psie dusze (1910) i Wyzwolenie (1925).

## Odznaczenia
- Złoty Wawrzyn Akademicki (5 listopada 1935)[9].

## Publikacje

### Opowiadania i nowele
- Złe miasto (1911)[10]
- Pierwszy grzech (1913)[11]
- Krwią i atramentem (1918)[12]
- Polityka w lesie (1925)
- Wyzwolenie (1925)[13]

### Powieść
- Historia jednego podwórza (1922)